# ラムチャタ
ラムチャタまたはルムチャタ(RumChata)は、ウィスコンシン州で作られるクリームリキュールである。ラム、生クリーム、シナモン、バニラ、砂糖、その他の風味付けの材料を用いて作る。2009年から、ウィスコンシン州のピウォーキーで作られている。ラムとオルチャータのかばん語である。2種類を混ぜた風味になるように設計されており、販売場所により、アルコール度数は13.75%のものと15%のものがある。
2016年のアメリカ合衆国では、クリームリキュールとして、ベイリーズ・オリジナル・アイリッシュ・クリームに次ぐ市場規模を持つ。